# Humlekolibri
Humlekolibri (Selasphorus heloisa) är en fågel i familjen kolibrier.

## Utseende
Humlekolibrin är en mycket liten (7–7,5 cm) kolibri med en kort och rundad stjärt och relativt kort och rak svart näbb. Ovansidan är grön med rostrött längst in på yttre stjärtpennorna och undersidan är mestadels vit. Hos hanen är strupen rosafärgad med stråk av violblått. Fjädrarna i struphörnen är förlängda. Hanen har vidare en utdragen spets på yttre handpennorna. Honans strupe är vit men kraftigt fläckad i sotgrått och flankerna är kanelbruna. Ett kontrasterande vitt band syns tvärs över bröstet.

## Utbredning och systematik
Humlekolibrin delas in i två underarter med följande utbredning:
- heloisa – förekommer i högländer i Mexiko (från centrala Tamaulipas till Guerrero och Oaxaca)
- margarethae – förekommer i bergstrakter i nordvästra Mexiko (från sydöstra Sinaloa och sydvästra Chihuahua till Jalisco)

### Släktestillhörighet
Humlekolibrin placeras traditionellt i släktet Atthis tillsammans med vinstrupekolibrin. Genetiska studier visar dock att de är inbäddade i släktet Selasphorus.

## Status och hot
Arten har ett stort utbredningsområde och ett stabilt bestånd. Utifrån dessa kriterier kategoriserar IUCN arten som livskraftig (LC). Beståndet uppskattas till i storleksordningen 50 000 till en halv miljon vuxna individer.